# Chorisodontium setaceum
Chorisodontium setaceum är en bladmossart som beskrevs av Edwin Bunting Bartram 1929. Chorisodontium setaceum ingår i släktet Chorisodontium och familjen Dicranaceae. Inga underarter finns listade i Catalogue of Life.